# Órmos Erimoupólis
Órmos Erimoupólis är en vik i Grekland.   Den ligger i regionen Kreta, i den sydöstra delen av landet, 400 km sydost om huvudstaden Aten.